# Distrikt Huamancaca Chico
Der Distrikt Huamancaca Chico liegt in der Provinz Chupaca in der Region Junín in Zentral-Peru. Der Distrikt wurde am 6. März 1962 gegründet. Er besitzt eine Fläche von 13,2 km². Beim Zensus 2017 wurden 9247 Einwohner gezählt. Im Jahr 1993 lag die Einwohnerzahl bei 3334, im Jahr 2007 bei 4998. Sitz der Distriktverwaltung ist die 3186 m hoch gelegene Kleinstadt Huamancaca Chico mit 6819 Einwohnern (Stand 2017). Huamancaca Chico befindet sich 5,5 km ostsüdöstlich der Provinzhauptstadt Chupaca am Westufer des Río Mantaro gegenüber der Regionshauptstadt Huancayo.

## Geographische Lage
Der Distrikt Huamancaca Chico befindet sich im Andenhochland im Nordosten der Provinz Chupaca. Der Distrikt liegt am Westufer des Río Mantaro. Im Norden wird er vom Río Cunas begrenzt.
Der Distrikt Huamancaca Chico grenzt im Westen an den Distrikt Chupaca, im Norden an den Distrikt Pilcomayo (Provinz Huancayo), im Osten an die Distrikte El Tambo, Huancayo und Chilca (alle drei in der Provinz Huancayo) sowie im Süden an den Distrikt Tres de Diciembre.

## Ortschaften
Im Distrikt gibt es neben dem Hauptort folgende größere Ortschaften:
- La Toma (1137 Einwohner)
- Santa Rosa (982 Einwohner)